# Большая Октябрьская улица (Ярославль)
Больша́я Октя́брьская у́лица (бывшая Большая Рождественская улица) — улица в центральной части города Ярославля. Проходит от Богоявленской площади до улицы Городской Вал.

## История

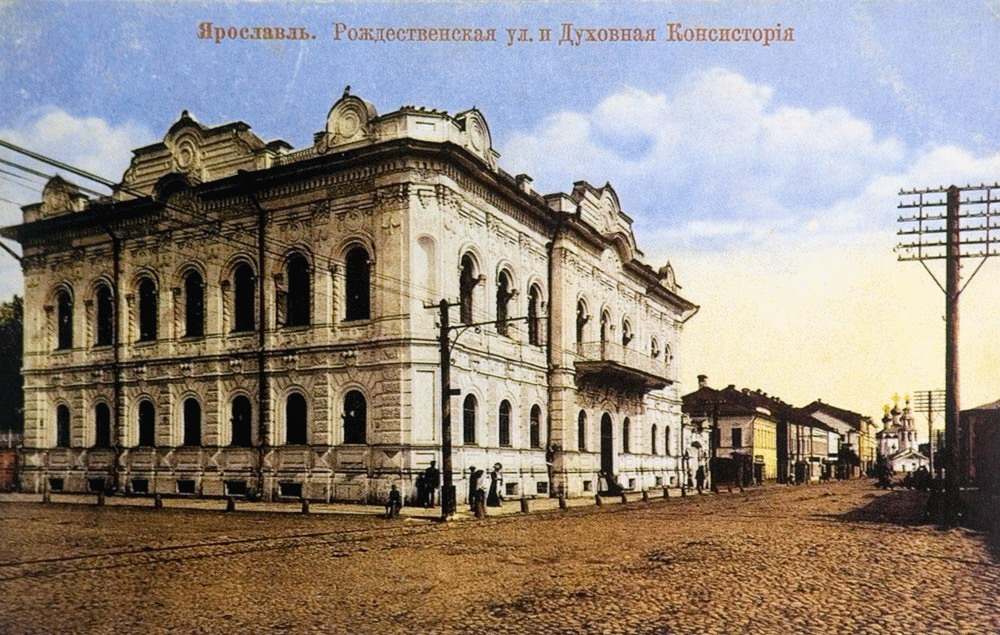
Улица в начале XX века.
В начале улицы видна Рождественская церковь

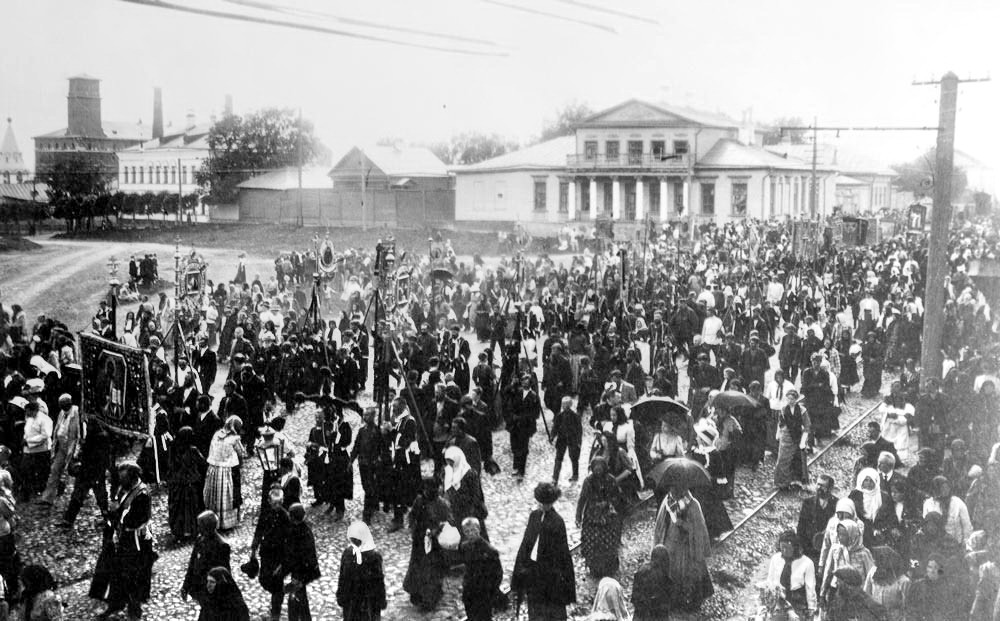
Крёстный ход на Рождественской улице

Улица была спроектирована по регулярному плану 1778 года и названа Большой Рождественской по расположенной в начале улицы церкви Рождества Богородицы. Она прямой линией пересекала Посад от Богоявленской площади до площади у церкви Параскевы Пятницы на Всполье, частично повторяя путь старинных улиц Киселюха, шедшей от Дмитриевской площади (у церкви Димитрия Солунского) до Николо-Мокринской церкви, и Спасской, шедшей от Николо-Мокринской церкви до церкви Параскевы Пятницы.
Регулярный план гармонично вписывал шедевры ярославских зодчих предыдущих веков в современную застройку: перспективу улицы с одной стороны замыкал вид на Рождественскую церковь, с другой — вид на церковь Параскевы Пятницы (оба храма разрушены в 1930-х годах).
Самое старое здание на улице — церковь Димитрия Солунского, построенная в 1673 году. Из зданий до регулярной планировки сохранились также церковь во имя Похвалы Богоматери и дом фабриканта Сорокина, построенные в середине XVIII века.
В 1900 году вдоль всей улицы построена трамвайная линия, соединившая Богоявленскую площадь с железнодорожной станцией Всполье.
В 1918 году, после захвата города, большевики переименовали Большую Рождественскую и Рождественскую улицы в Октябрьскую улицу. С 1926 года название улицы сменили на Большую Октябрьскую. В 1984 году бывшая Рождественская улица была снова выделена и переименована в улицу Нахимсона. Нумерация домов по Большой Октябрьской улице в связи с этим начинается с № 27.

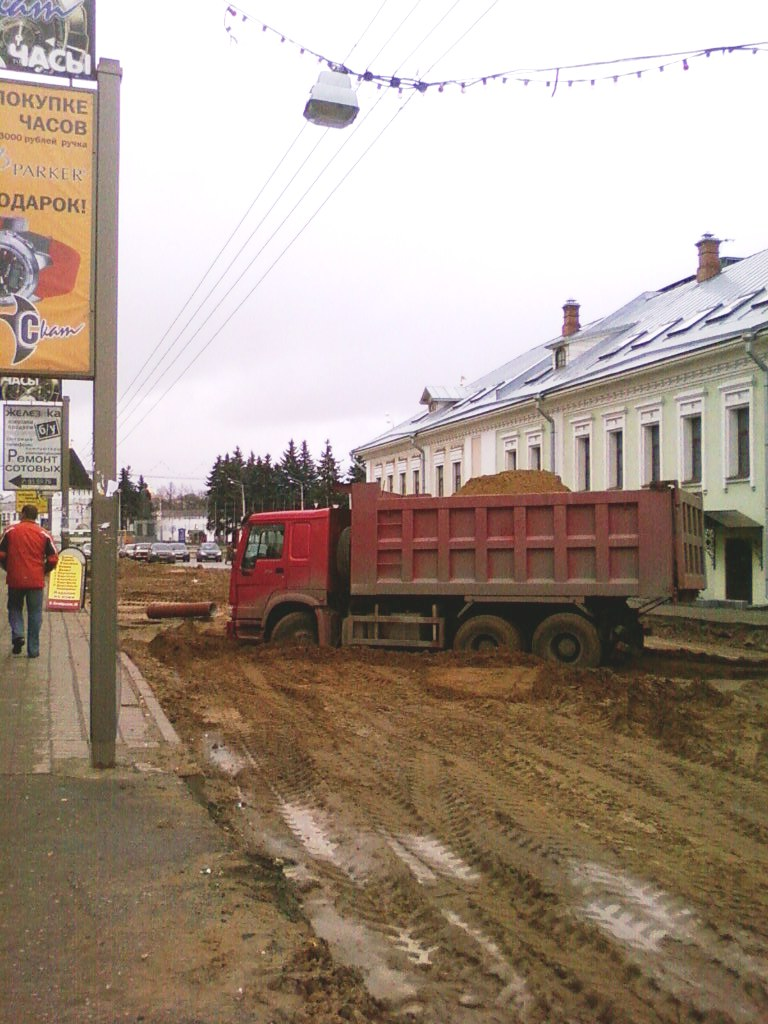
Улица в 2009 г.

## Реконструкция 2009—2010 гг
В 2009—2010 гг. в рамках подготовки к празднованию 1000-летия Ярославля была проведена крупномасштабная реконструкция улицы. Летом 2009 г. на всём протяжении улицы были демонтированы трамвайные пути последнего сохранившегося в городе исторического участка трамвайного движения, подземные коммуникации и дорожная подушка улицы были полностью заменены, Большая Октябрьская получила новое дорожное полотно, тротуары и дорожные ограждения. Проводившаяся одновременно реконструкция ул. Ухтомского, в которую Большая Октябрьская переходит в своем восточном створе, позволила значительно улучшить сообщение между центральной площадью и главным железнодорожным вокзалом, проложить прямые автобусный и троллейбусный маршруты.

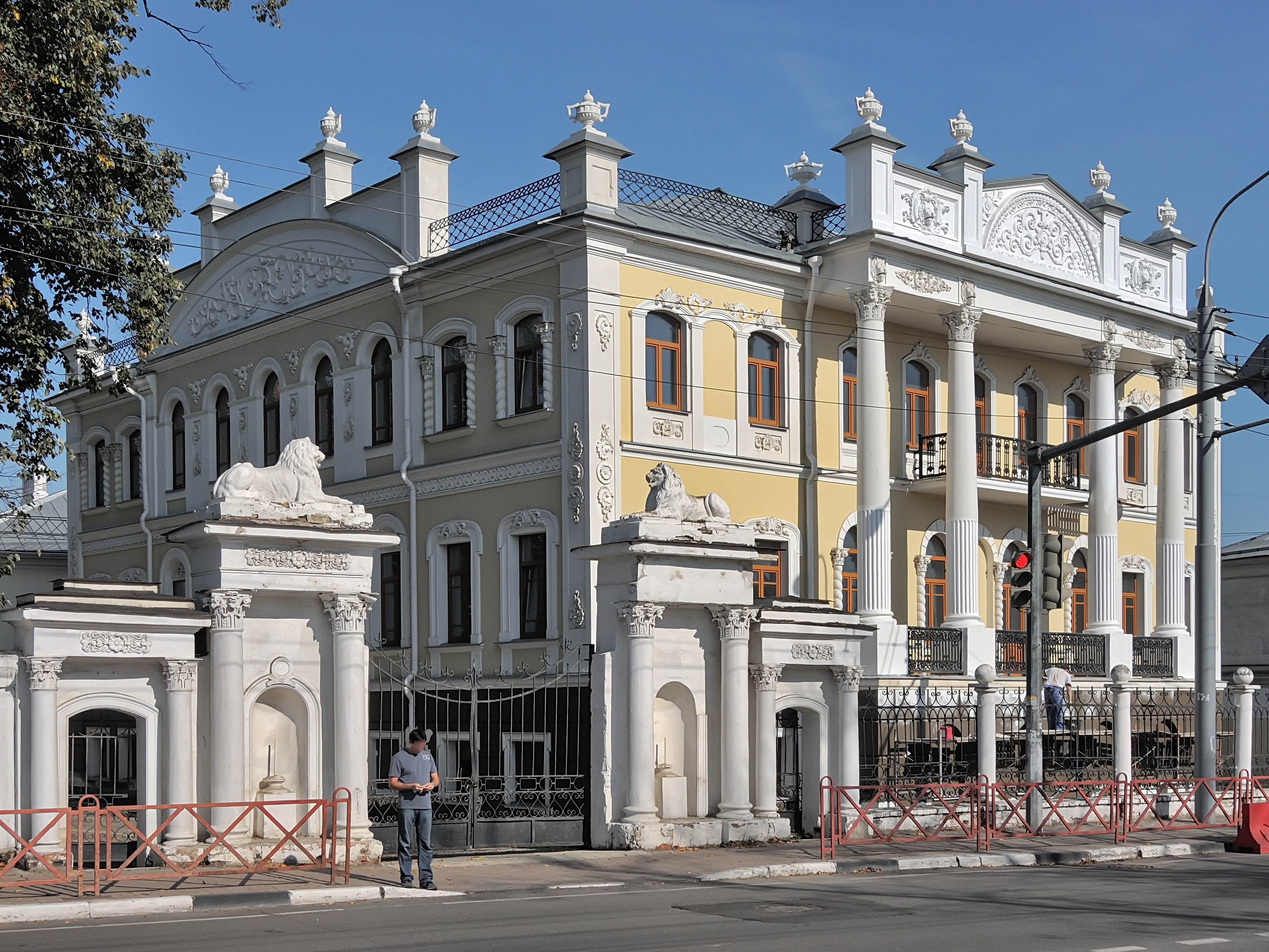
Бывшая усадьба купца Сорокина

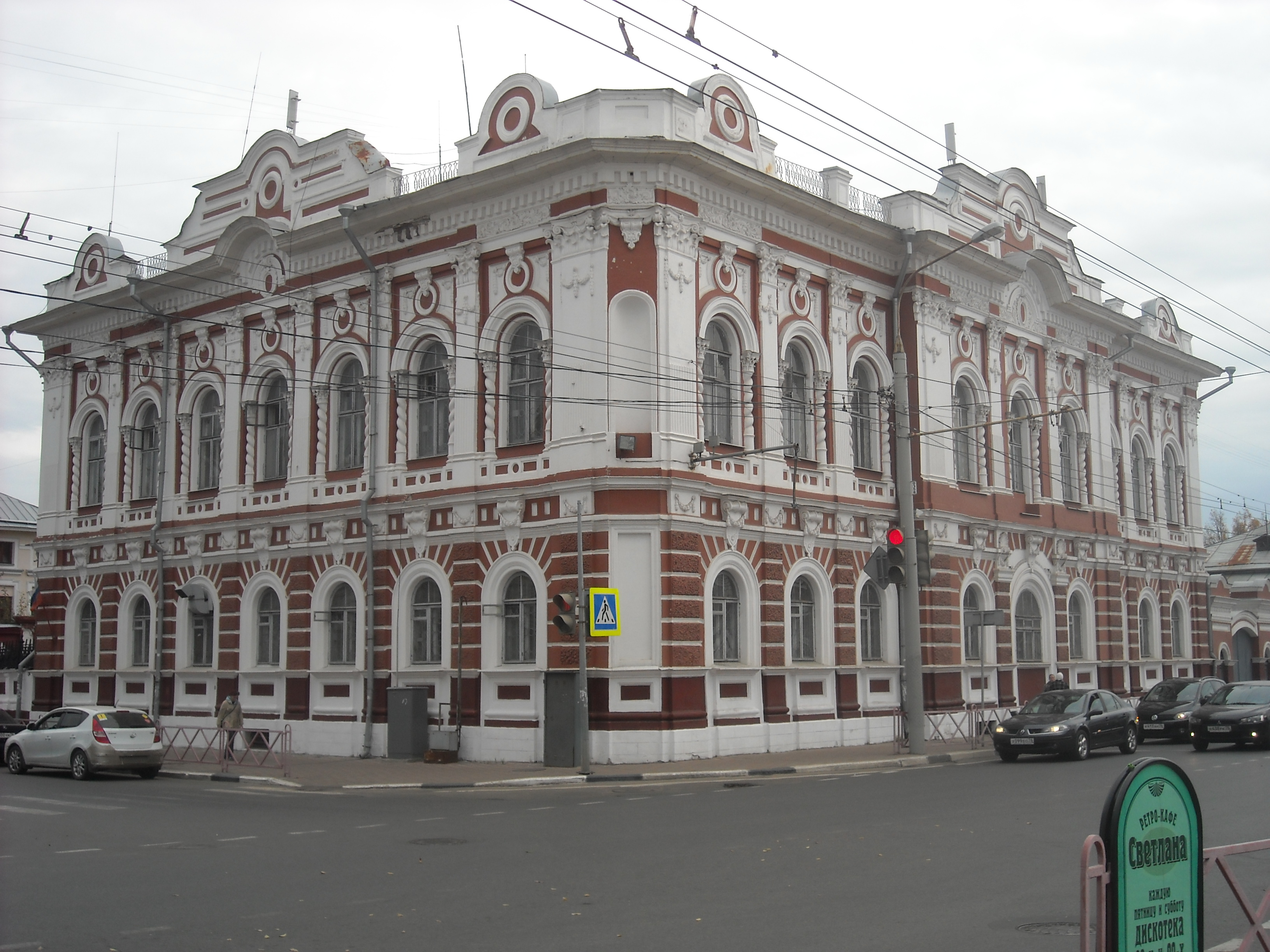
Центральный отдел полиции (бывшая Духовная консистория)

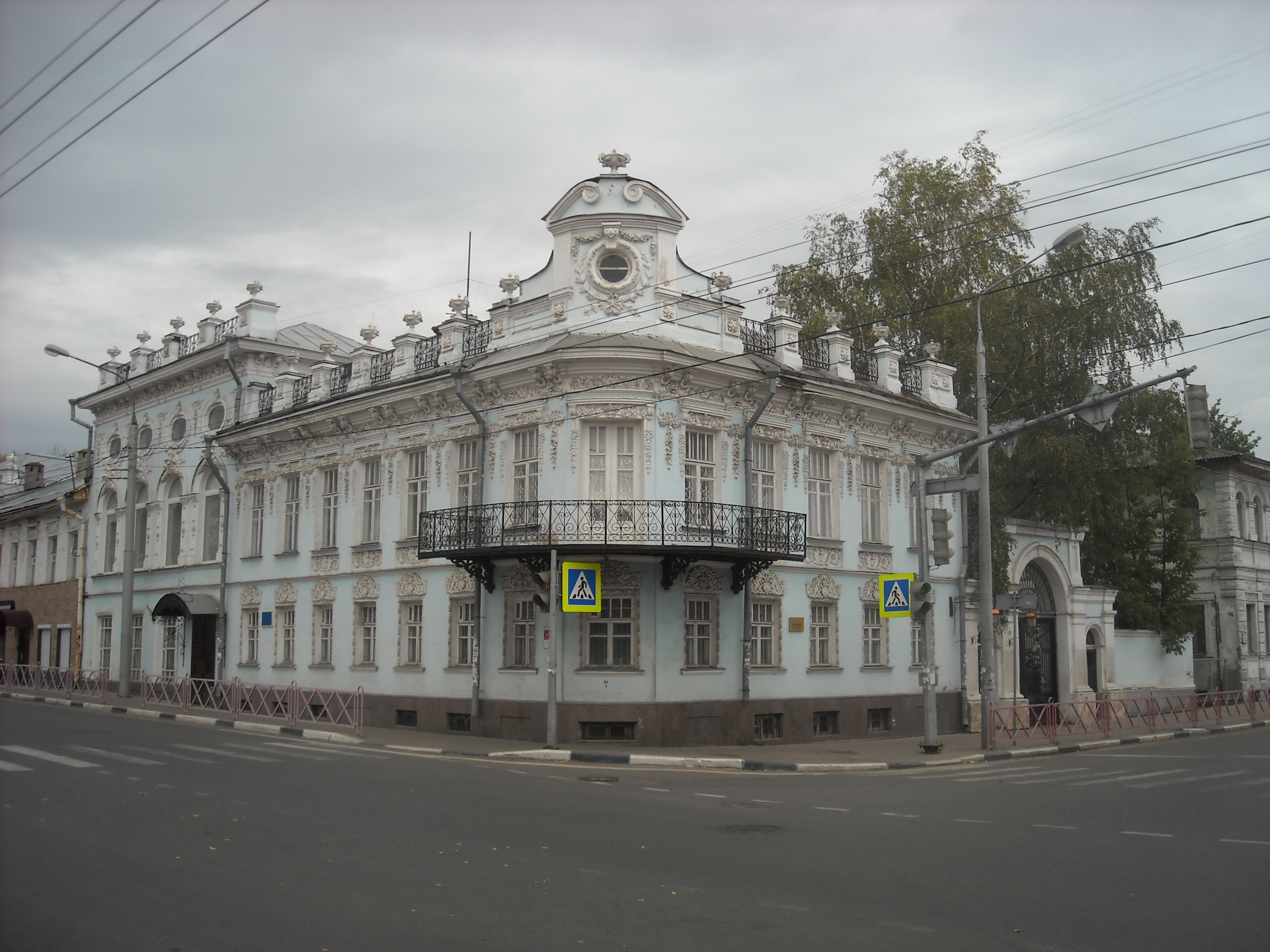
Городской центр развития образования (бывший дом Донцовых и Лопатиных)

## Здания и сооружения
- № 27/2 — Бывший дом Чепахиных, построенный в конце XVIII века
- № 28а — Здание бывшей швейной фабрики им. Н. К. Крупской
- № 31 — Бывший доходный дом. Построен в конце XVIII в.[3]
- № 32 — Бывший дом Галактионова, построенный в 1825 году[4]
- № 33 — Бывший дом Колобовых, построенный в первой трети XIX в.[5]
- № 34 — Бывший дом с трактиром купца Куприянова, построенный в 1840-е годы[6]
- № 35 — Бывший доходный дом Новикова, построенный в 1830-е гг.
- № 37/1 — Бывший главный дом усадьбы Шапулиных-Сорокиных, построенный в первой половине XVIII в.[7]
- № 38 — Бывший дом Кохуровой, построенный в 1839 г.[4]
- № 39 — Бывшие склады Пастуховых, построенные в первой трети XVIII в. и перестроенные в 1830-е гг.
- № 41 — Храм Димитрия Солунского, построенный в 1671—1673 годах
- № 41а — Церковь Похвалы Пресвятой Богородицы, возведенная в 1748 году
- № 42 — Центральный отдел полиции. Бывшая усадьба Полетаева, бывшая Духовная консистория. Здание в стиле необарокко.
- № 43 — Бывший дом Соболевых-Вахрамеевых
- № 44 — Городской центр развития образования. Бывший дом Донцовых и Лопатиных[4]
- № 48а — Бывшая усадьба купца Сорокина, построенная в середине XVIII в.
- № 49 — Бывшая усадьба Макиных-Кропиных
- № 50 — Ярославское городское джазовое общество; Джазовый центр
- № 53 — Бывший дом Работнова
- № 60 — Дом работников образования
- № 64 — Бывший дом Мамова[8], построенный в 1864 году. Это одно из первых в Ярославле зданий, в оформлении которого появились элементы подражания ренессансу[4]
- № 65 — Бывшие здания Малой Ярославской мануфактуры (Николо-Мокринские казармы), 1-я пол. XVIII в.
- № 67а — Комплекс зданий училища ПВО, бывшее Военное финансовое училище
- № 75/8 — ТЦ «Петровский пассаж»
- № 78 — Управление культуры мэрии города Ярославля
- № 79 — Провинциальный колледж
- № 87 — Гостиница «Которосль»

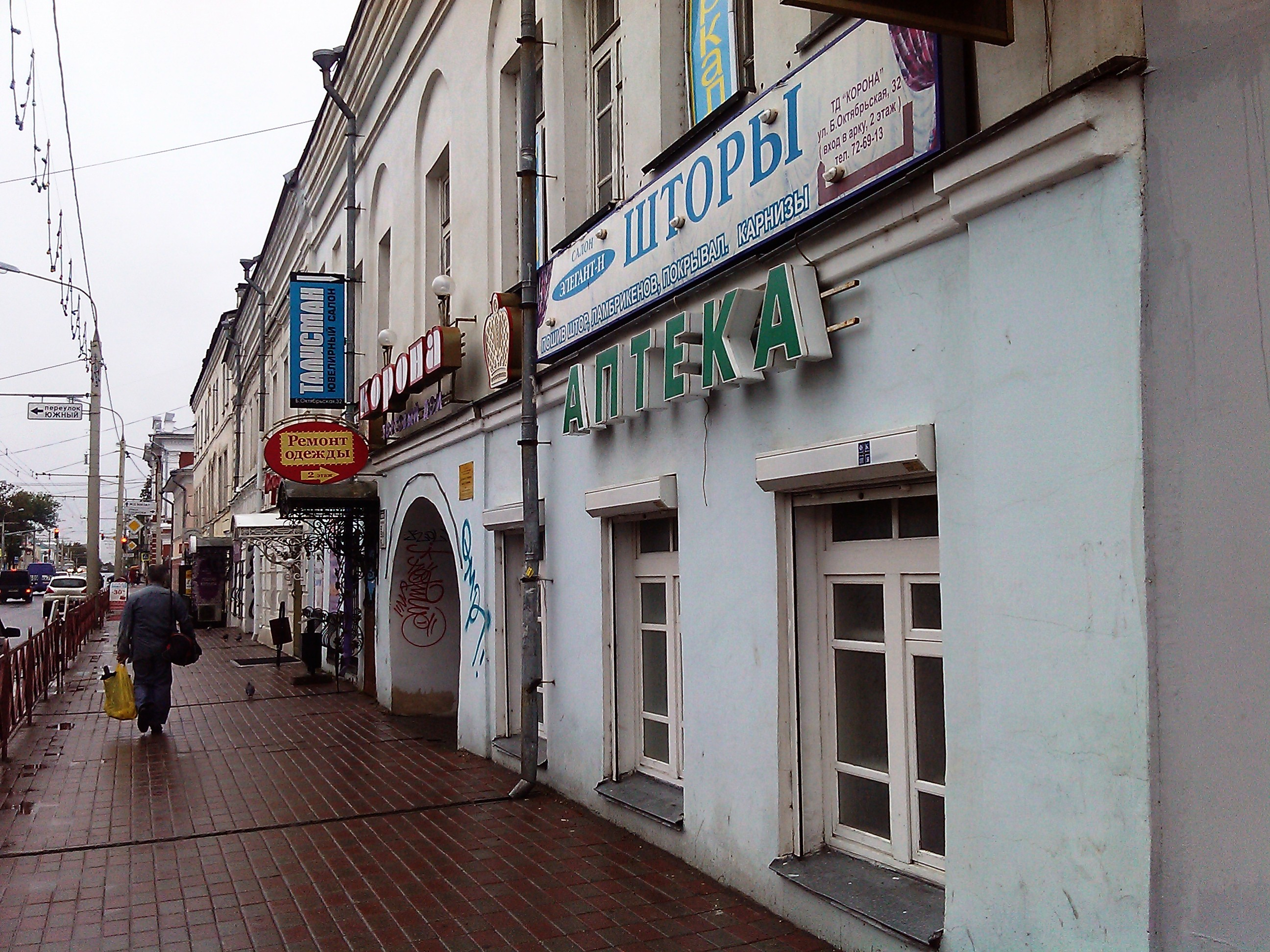
Бывший дом Галактионова
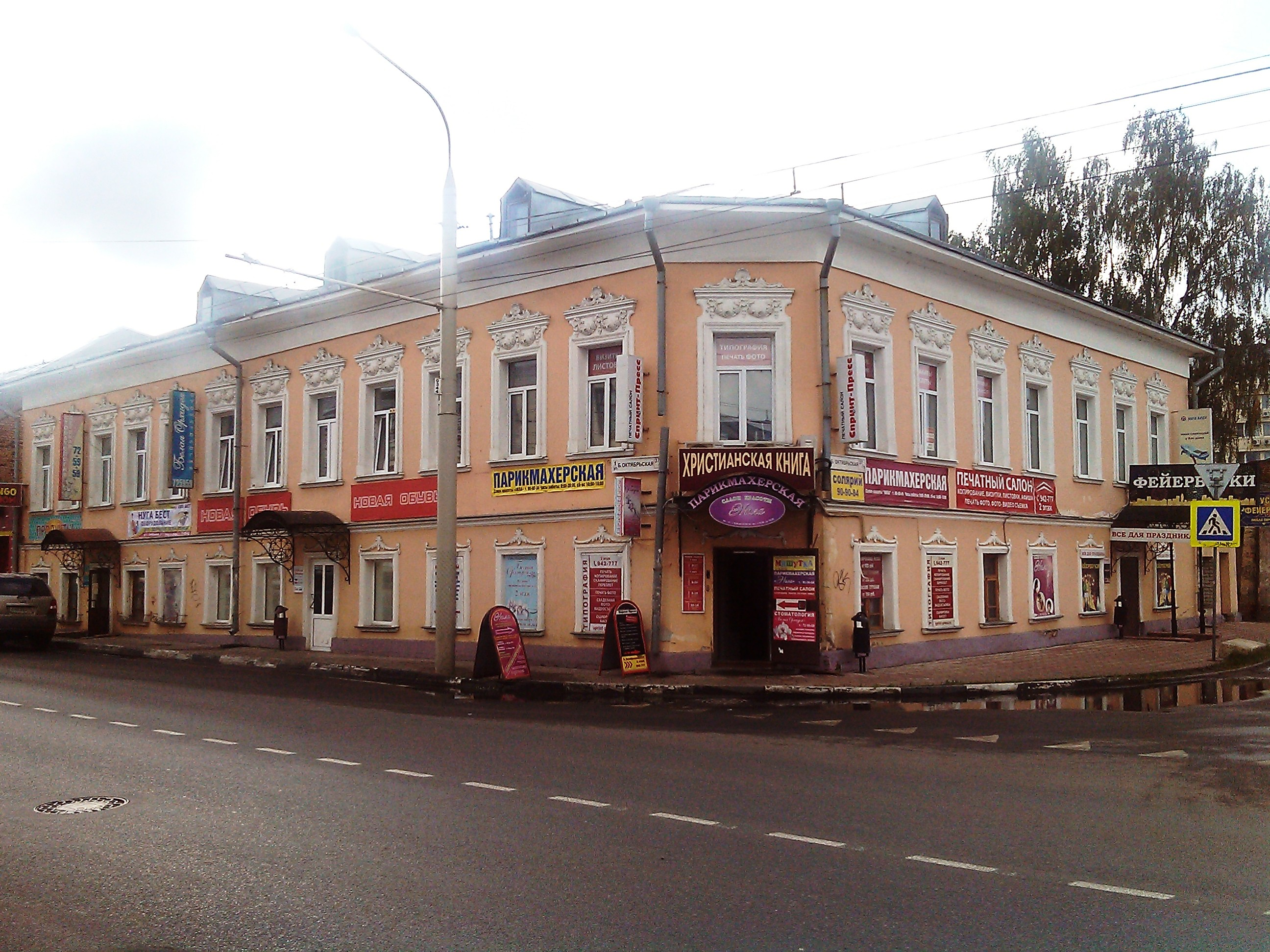
Бывший дом Шапулиных-Сорокиных
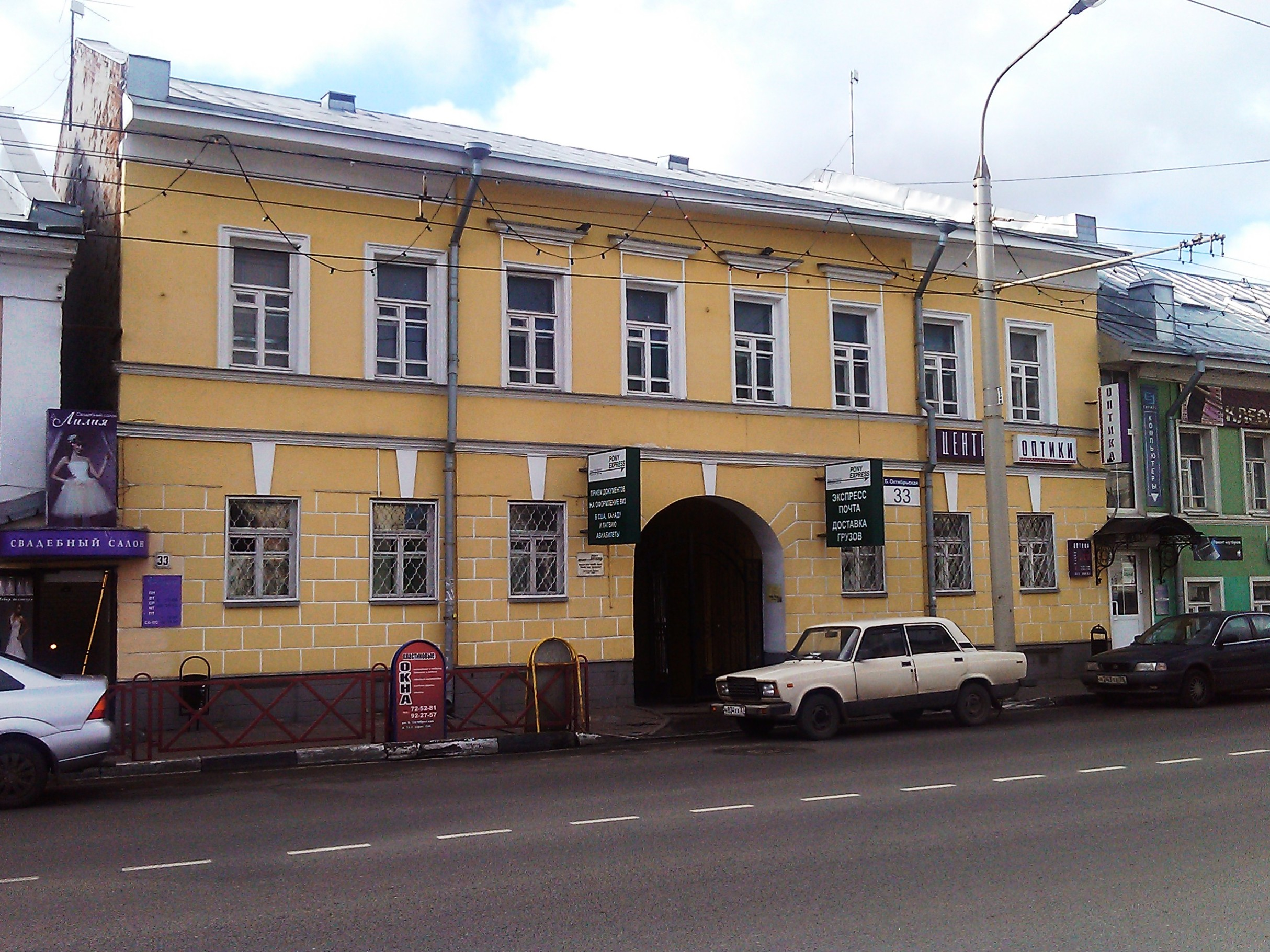
Бывший дом Колобова
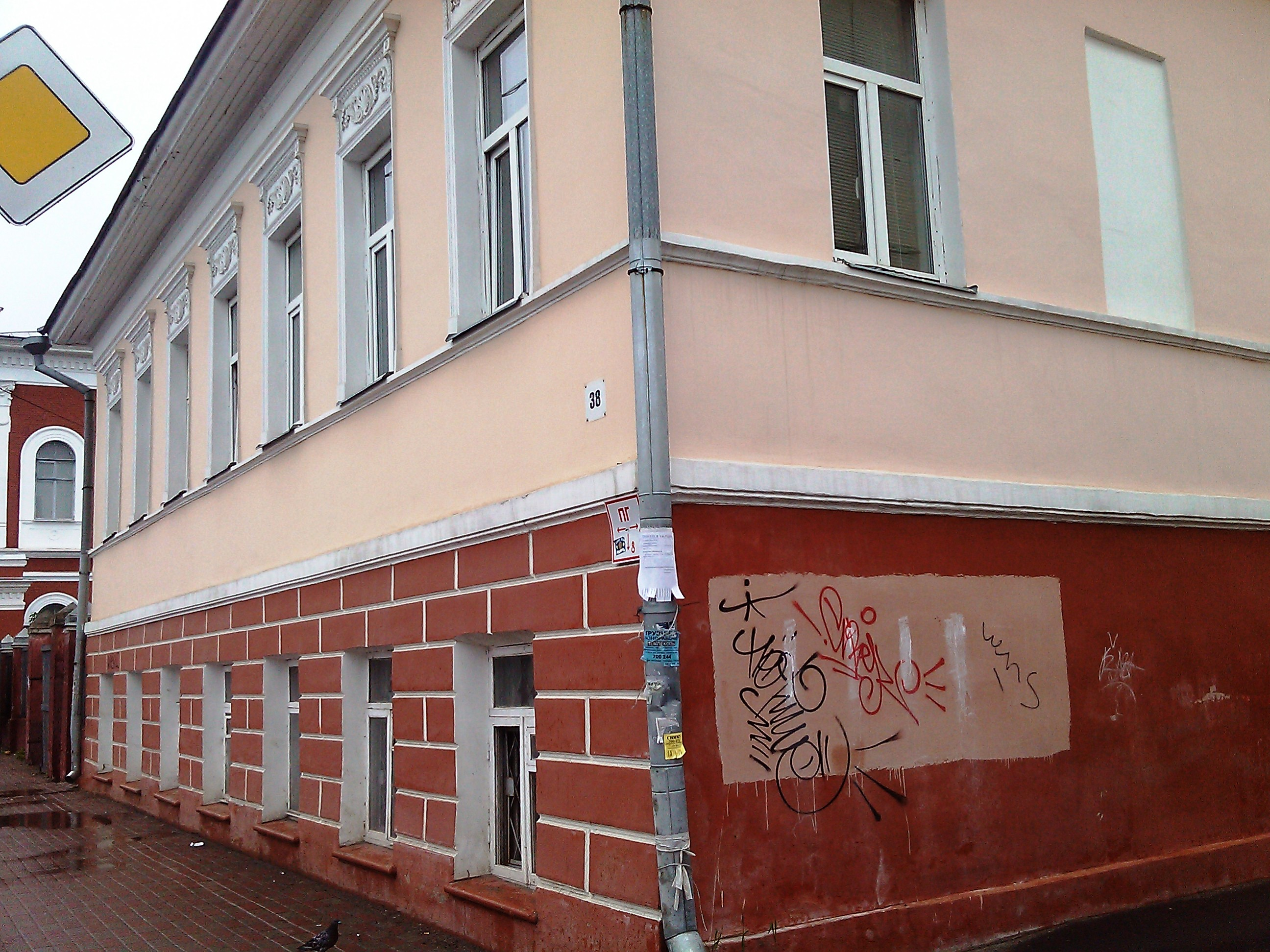
Бывший дом Кохуровой
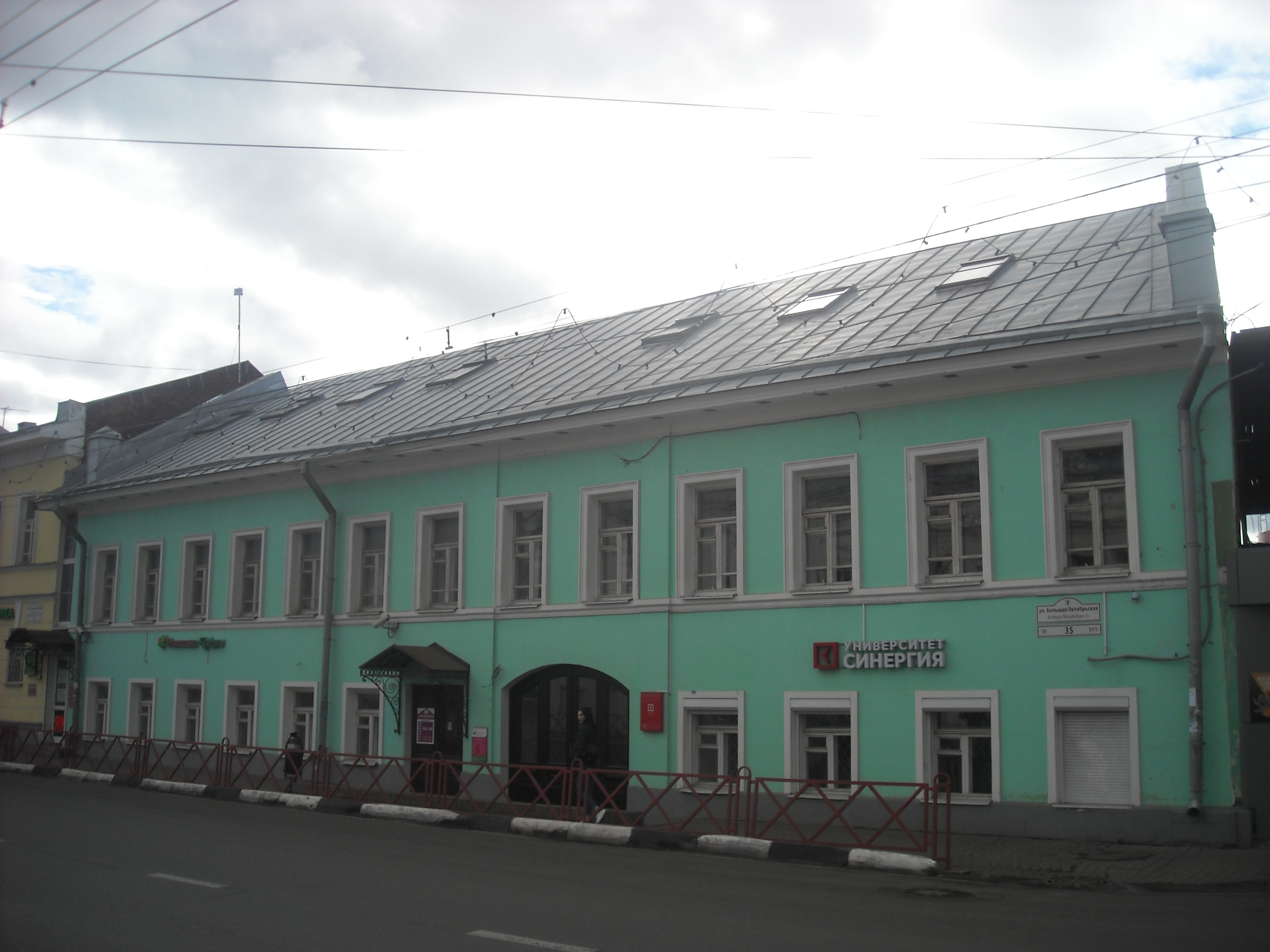
Бывший доходный дом Новикова
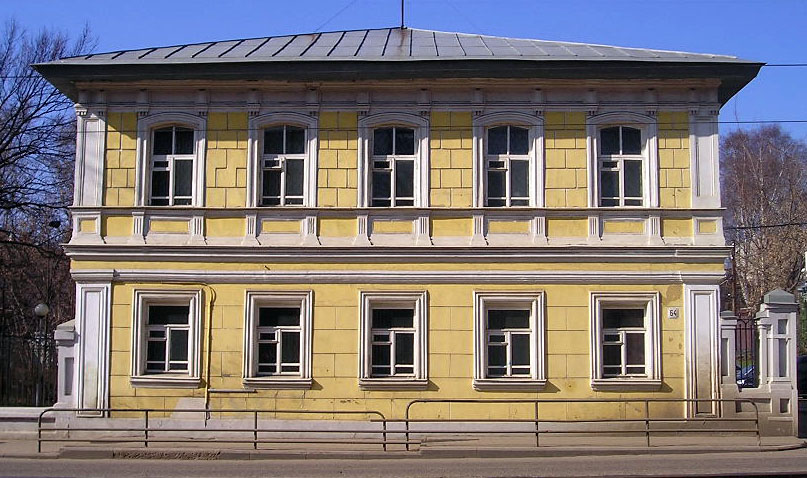
Бывший дом Мамова